# アル (悪魔)
アルもしくはハル（アルメニア語：Ալ またはԱլք、モンゴル語：Гал、オイラト語：Һал、ペルシャ語：ل、ロシア語：Алы、トルコ語：Al、アゼルバイジャン語：Xal、･･･）とは、中央アジア、ロシア南部地域やアルメニア、イラン、コーカサス地域で語られる出産を妨害するとされる伝承上の悪魔である。

## 伝承
伝承上では、出産中の女性の肺や心臓、肝臓等の臓器を盗み、胎内の子供をインプにすり替え、出産してから40日後に赤ん坊を盗むとされる。彼らには雌雄があり、老婆の姿で胸があり、粘土の鼻と炎のような目を持ち、イノシシのような鋭い牙、乱れた髪、銅爪、鉄歯を持つ。女性の臓器を盗んだ後、水源を通って逃げるとされており、病棟と水源の間には、お守り、魔除け、にんにく、たまねぎ、鉄の造形物、お祈りする人を置いて悪魔祓いを行い逃亡を妨害する。
数多あるオリエントの伝説によると、アルはアダムの最初の配偶者として創造されたが、地上に生まれたアダムはアルの火のような性質に適応できなかったため、イブとの間の子供達に敵意を持っているとされる。